# Zespół Szkół Ekonomicznych im. ks. Janusza St. Pasierba w Tczewie

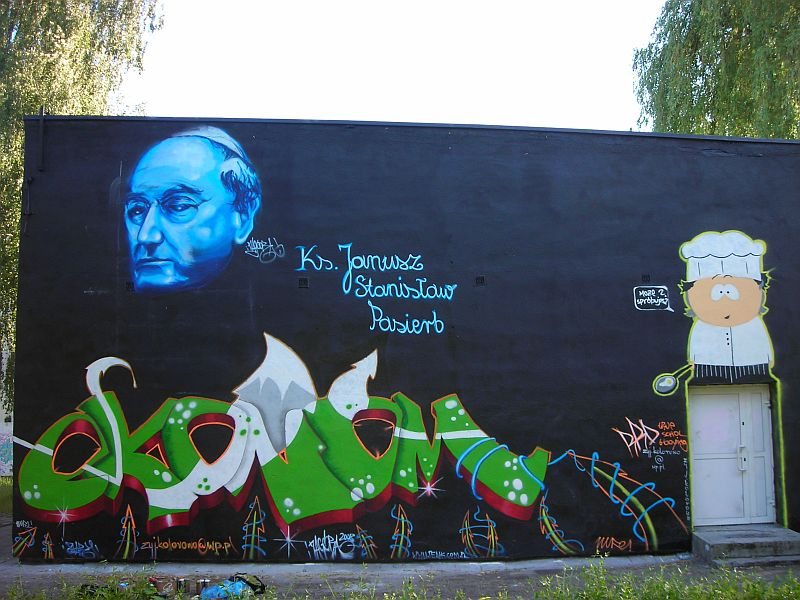
Graffiti na ścianie Zespołu Szkół Ekonomicznych w Tczewie (2008)

Zespół Szkół Ekonomicznych im. ks. Janusza St. Pasierba – szkoła ponadgimnazjalna w Tczewie.

## Historia szkoły
Szkoła powstała w październiku 1945 jako kontynuatorka tradycji przedwojennego Gimnazjum Kupieckiego w Tczewie. Do 1989 była szkołą resortową w gestii Centralnego Związku Spółdzielni Rolniczych „Samopomoc Chłopska”, kształcącą kadry dla potrzeb społeczności wiejskiej. Od 1998 organem prowadzącym szkołę jest Starostwo Tczewskie. W 1973 oddano do użytku nowy gmach szkolny z internatem przy ul. Gdańskiej 17. W 1993 dobudowano nowe skrzydło szkoły. W grudniu 1998 nadano szkole imię ks. Janusza St. Pasierba – wybitnego kapłana, uczonego i poety związanego z Tczewem i Pomorzem Gdańskim.

## Zmiany nazwy szkoły
- Państwowe Gimnazjum Handlowe 1945
- Państwowe Gimnazjum i Liceum Handlowe 1946-48
- Państwowe Liceum Administracyjno-Handlowe 1948-50
- Państwowe Liceum Administracyjno-Gospodarcze 1950-51
- Państwowe Gimnazjum i Technikum Handlowe 1952-56
- Zespół Szkół Zawodowych Centrali Rolniczej Spółdzielni „Samopomoc Chłopska” 1956-76
- Zespół Szkół Zawodowych Centralnego Związku Spółdzielni Rolniczych „Samopomoc Chłopska” 1976-87
- Zespół Szkół Zawodowych Centralnego Związku Spółdzielni „Samopomoc Chłopska” 1987-89
- Zespół Szkół Zawodowych 1989-90
- Zespół Szkół Ekonomicznych 1990-98
- Zespół Szkół Ekonomicznych im. ks. Janusza St. Pasierba od 1998[1]

## Kierunki kształcenia
Kierunki kształcenia w latach 1945-1991: bankowość, ekonomika i organizacja przedsiębiorstw handlowych, ekonomika i organizacja transportu samochodowego, ekonomika pracy, płac i spraw socjalnych, finanse i rachunkowość, przetwórstwo mięsne, sprzedawca magazynier, surowce rolne, towaroznawstwo, wiejski obrót towarowy, żywienie zbiorowe.
Obecnie szkoła kształci w zawodach:
- technik ekonomista
- technik handlowiec
- technik hotelarstwa
- technik żywienia i usług gastronomicznych
- technik organizacji reklamy

## Dyrektorzy
- Stanisław Łoś 1945–1950
- Czesław Stachurski 1950–1964
- Stanisław Michalik 1964–1965
- Czesław Glinkowski 1965–1977
- Zygmunt Lehmann 1977–1988
- Eleonora Lewandowska 1988–2006
- Jerzy Cisewski od 2007[2]

## Patron
Od 1998 patronem szkoły jest ks. Janusz St. Pasierb (1929-1993), poeta, eseista, historyk sztuki, homiletyk, wykładowca kilku wyższych uczelni, członek wielu towarzystw naukowych polskich i zagranicznych. Społeczność szkolna uznaje go za swego Mistrza, Przewodnika i Inspiratora. Wyrazem tego jest wieloletni program wychowawczy szkoły Tworzyć siebie, wynaleźć swoje życie, dać innym możliwość rozwoju, inspirowany Jego biografią i twórczością. W rocznicę urodzin lub śmierci ks. Pasierba organizowane jest doroczne Święto Patrona Szkoły. Duża grupa uczniów, głównie z klas I, bierze udział w konkursach: wiedzy o życiu i twórczości Patrona, recytatorskim, literackim, plastycznym i kulinarnym – których finały rozgrywane są podczas uroczystości. Szkoła wydaje własne publikacje, przybliżające społeczności szkolnej (kolejnym rocznikom uczniów) i środowisku lokalnemu sylwetkę patrona: Ksiądz Janusz St. Pasierb – patron Zespołu Szkół Ekonomicznych w Tczewie (1998), Ks. Janusz St. Pasierb w anegdocie (2001), Myśli ks. Janusza St. Pasierba (2003). Uczniowie szkoły biorą udział w kolejnych edycjach Pomorskiego Konkursu im. ks. Janusza St. Pasierba w Pelplinie. Od 1998 delegacja uczniów i nauczycieli uczestniczy w uroczystych koncertach w Galerii Jana Pawła II w Warszawie organizowanych przez Fundację im. ks. Janusza St. Pasierba i warszawskie Duszpasterstwo Środowisk Twórczych. W 2000 Fundacja przyznała dyrektor Eleonorze Lewandowskiej nagrodę i wyróżnienie za pełne inwencji, pracowite i cierpliwe wprowadzanie w życie społeczności szkolnej myśli ks. Janusza St. Pasierba i upowszechnianie jego dzieł. Honorowe wyróżnienie wręczono także Zespołowi Szkół Ekonomicznych jako wyraz uznania dla wszystkich działań Dyrekcji, Grona pedagogicznego i Uczniów, które wynikają z wierności patronowi szkoły.

## Absolwenci[3]
- Zofia Borca
- Kazimierz Denek
- Roman Landowski
- Henryk Zalewski

## Publikacje o szkole
- Gazetka Jubileuszowa Zespołu Szkół Zawodowych w Tczewie, „Gazeta Tczewska”, 1990.
- Ks. Janusz Stanisław Pasierb – nasz Patron, oprac. Z. Czyż, Pelplin: Wydawnictwo „Bernardinum”, 2009, ISBN 978-83-7380-662-7.
- Zespół Szkół Ekonomicznych im. ks. Janusza St. Pasierba w Tczewie 1995-2005, oprac. Z. Czyż, Pelplin: Wyd. Diecezji Pelplińskiej „Bernardinum”, 2005, ISBN 83-7380-298-3.
- Wspólny fragment biografii. Pięćdziesiąt lat Zespołu Szkół Ekonomicznych w Tczewie, red. Z. Czyż, Tczew: Kociewski Kantor Edytorski, 1995, ISBN 83-85026-40-1.